# ديلان اولسن
ديلان اولسن (بالإنجليزية: Dylan Olsen)‏ هو لاعب هوكي الجليد أمريكي وكندي، ولد في 3 يناير 1991 في سولت ليك في الولايات المتحدة.

## وصلات خارجية
- ديلان اولسن على موقع دوري الهوكي الوطني (الإنجليزية)
- ديلان اولسن على موقع EliteProspects.com (الإنجليزية)
- ديلان اولسن على موقع HockeyDB.com (الإنجليزية)
- ديلان اولسن على موقع Hockey-Reference.com (الإنجليزية)